# 石氏家族墓
石氏家族墓，位于中国河北省石家庄市徐村，为石家庄市藁城市的一个省级文物保护单位，类型为古墓葬，公布时间为1993年7月15日。
石氏家族墓的历史年代为明代。